# حصن سدح
قلعه سدح (به عربی: حصن سدح)
یکی از قلعه‌های مشهور کشور پادشاهی عمان است، ویکی از (نقاط دیدنی سلطنت عمان) به‌شمار می‌آید.
قلعه سدح
یکی از مهم‌ترین تحصینات نهایی منطقهٔ شرقیه استان ظفار
می‌باشد، این قلعه را برای حمایت ساحل ظفار ایجاد کرده بوده‌اند. قلعه مزبور در شهر آباد (سدح) واقع شده است. همچنین در دوران گذشته قلعه مذکور در حمایت از تجارت بخور و لبان (اللبان) نقش مهمی داشته است، چنان‌که نگهبانانی در قلعه مستقر بودند و در حمایت قوافل تجارتی اللبان مساهمت چشم‌گیری داشته‌اند. این قلعه در سدهٔ نهم میلادی ساخته شده است و در حفظ و امنیت منطقه نقش بسزایی داشته است.
قسمتی از قلعه نیز نیز به عنوان مسکن مسافران استفاده شده است. این قلعه در سال ۲۰۰۰ به شکل کامل مرمت و بازسازی شده است.